# Artur Petrosjan
Arthur Petrosjan (armenski: Արթուր Պետրոսյան) (Gyumri, 17. prosinca 1971.) armenski nogometni trener i umirovljeni nogometaš. Petrosjan je trenutačno izbornik armenske nogometne reprezentacije.

## Igračka karijera

### Klupska karijera
Arthur je profesionalnu karijeru započeo u Širaku iz Gjumrija 1989. godine za koji je odigrao 254 utakmice i postigao 112 pogodaka. Od 1998. do 2000. igrao je u Izraelu za Maccabi, Rusiji za FC Lokomotiv Nižnji Novgorod te ponovo za Širak. Godine 2003. prelazi u švicarski Young Boys gdje je igrao tri godine. Zadnji klub u karijeri mu je bio FC Zürich gdje je 2006. godine završio profesionalnu karijeru.

### Reprezentativna karijera
Za armensku nogometnu reprezentaciju odigrao je 69 utakmica i postigao 11 pogotka te je prvi strijelac reprezentacije. Prvu utakmicu odigrao je 14. listopada 1992. godine u prijateljskoj utakmici protiv Moldavije.

## Vanjske poveznice
- Igračka karijera